# Patricio Cucchi
Patricio Cucchi (Oliveros, 5 marzo 1983) è un calciatore argentino, attaccante dell'Almagro.

## Caratteristiche tecniche
È un centravanti.

## Carriera
Cresciuto nel settore giovanile del Rosario Central, inizia la propria carriera professionistica con la maglia del Tiro Federal, dove gioca in prestito nella stagione 2014-2015; successivamente viene prestato all'Unión Mar del Plata dove gioca 9 incontri in Primera B Nacional.
Negli anni seguenti si alterna fra seconda e terza divisione con le maglie di Libertad (S) e Gimnasia (M) prima di trasferirsi in Colombia dove gioca due stagioni con Atlético Nacional e, in prestito, Santa Fe.
Nel 2021 fa ritorno in patria, passando in prestito al Rosario Central dove gioca 5 incontri in Coppa di Lega fra febbraio e giugno; nel luglio seguente si accorda con il neopromosso Sarmiento (J) per tutta la durata della Primera División 2021.

## Statistiche

### Presenze e reti nei club
Statistiche aggiornate al 17 agosto 2021.
| Stagione        | Squadra             | Campionato      | Campionato | Campionato | Coppe nazionali | Coppe nazionali | Coppe nazionali | Coppe continentali | Coppe continentali | Coppe continentali | Altre coppe | Altre coppe | Altre coppe | Totale | Totale |
| Stagione        | Squadra             | Comp            | Pres       | Reti       | Comp            | Pres            | Reti            | Comp               | Pres               | Reti               | Comp        | Pres        | Reti        | Pres   | Reti   |
| --------------- | ------------------- | --------------- | ---------- | ---------- | --------------- | --------------- | --------------- | ------------------ | ------------------ | ------------------ | ----------- | ----------- | ----------- | ------ | ------ |
| 2014-2015       | Tiro Federal        | TAA             | 15         | 2          | CA              | 1               | 0               |                    | -                  | -                  |             | -           | -           | 16     | 2      |
| 2015            | Unión Mar del Plata | PBN             | 9          | 0          | CA              | 0               | 0               |                    | -                  | -                  |             | -           | -           | 9      | 0      |
| 2016            | Libertad (S)        | TFA             | 16         | 6          | CA              | 0               | 0               |                    | -                  | -                  |             | -           | -           | 16     | 6      |
| 2016-2017       | Gimnasia (M)        | TFA             | 24         | 9          | CA              | 4               | 0               |                    | -                  | -                  |             | -           | -           | 28     | 9      |
| 2017-2018       | Gimnasia (M)        | TFA             | 32         | 8          | CA              | 4               | 1               |                    | -                  | -                  |             | -           | -           | 36     | 9      |
| 2018-2019       | Gimnasia (M)        | PBN             | 24         | 16         | CA              | 1               | 1               |                    | -                  | -                  |             | -           | -           | 25     | 17     |
| 2019            | Atlético Nacional   | A               | 13         | 3          | CC              | 0               | 0               |                    | -                  | -                  |             | -           | -           | 13     | 3      |
| 2020            | Santa Fe            | A               | 21         | 4          | CC              | 3               | 1               |                    | -                  | -                  |             | -           | -           | 24     | 5      |
| 2020            | Rosario Central     |                 | -          | -          | CdL             | 5               | 0               | CS                 | 0                  | 0                  |             | -           | -           | 5      | 0      |
| 2021            | Sarmiento (J)       | PD              | 3          | 0          | CA+CdL          | 1+0             | 0               |                    | -                  | -                  |             | -           | -           | 4      | 0      |
| Totale carriera | Totale carriera     | Totale carriera | 157        | 48         |                 | 19              | 3               |                    | 0                  | 0                  |             | -           | -           | 176    | 51     |